# Osõtsuu järv
Osõtsuu järv (järv = See) ist ein natürlicher See in der Landgemeinde Kanepi im Kreis Põlva auf dem estnischen Festland. 2,2 Kilometer vom 1,4 Hektar großen See entfernt liegt das Dorf Krootuse und 38,4 Kilometer entfernt liegt der 3555 km² große Peipussee (Peipsi-Pihkva järv). Der See liegt im Naturschutzgebiet Osõtsuu hoiuala.